# Мікула Ігор Ярославович
І́гор Яросла́вович Міку́ла (*1 березня 1965, Львів) — український художник. Працює в галузі станкового живопису, монументальних розписів, сакрального мистецтва, графіки. Член Національної Спілки Художників України.

## Біографічні відомості
У 1989 році закінчив навчання на кафедрі художнього скла Львівського Державного Інституту прикладного та декоративного мистецтва. Вчителі : Стефюк І. В., Шимчук М. О., Звір О. М., Медвідь Л. М., Марчак В. Ф., Коропчак С. Г., Васильців Б. І., Галицький Б. І., Войтович Б. І., Мартинюк С. Л., Самотос І. М., Кудлаєнко Г. А.
З 1989 року учасник обласних, всеукраїнських, міжнародних виставок. Станкові роботи знаходяться в приватних збірках України, Польщі, Великої Британії, США, Швейцарії тощо.
Член Національної Спілки Художників України, член Клубу Українських Мистців, старший викладач кафедри академічного живопису Львівської Національної Академії Мистецтв.

## З творчого доробку
- Художнє оформлення книги Ярослава Гашека «Пригоди бравого вояка Швейка»
- Розробив конверт, марку, плакат, екслібриси, титули першого вісника Наукового Товариства ім. Т. Шевченка до 125 — річчя з дня створення.

### Монументальні розписи
- 1993 — 1994 рр. — Розпис холу в центрі Профспілкової діяльності м. Львова (тепер готель «Гетьман») 3,5×25 м, полівінілацетатна темпера.
- 1994 — 1995 рр. — Розписи в Храмі Христа Царя (Філадельфія) США., акрил 12 м².
- 2001 — 2004 рр. — Дизайн, розписи в церкві Петра і Павла с. Косованка Черн. обл. 600 м² , акрил .
- 2004 р. — Розпис в приватному помешканні м. Львів .
- 2003 — 2004 рр. — Іконостас в церкві Петра і Павла с. Косованка Черн. обл. МДФ., акрил
- 2005 р. — Іконостас в церкві Вознесіння м. Манчестер (Велика Британія), акрил
- 2005 — 2006 рр. — Іконостас в церкві м. Нью-Йорк (США)., олія
- 2005 р. — Отримав премію і грамоту державного управління справами президента України за оригінальну ескіз — ідею оформлення Українського дому.
- 2004–2007 рр.-зовнішні розписи церкви Петра і Павла с. Косованка Чернівецької обл..акрил.
- 2007–2008 рр.-намісні ікони іконостасу собору Бориса і Гліба м. Львів.
- 2008 р.-розпис каплиці св. Трійці с. Риків Львівської обл..
- 2009 р.-розпис купола каплички с. В. Синевидне Львівської обл..

### Персональні виставки
- 1989 р.-приміщення Спілки Письменників, м. Львів
- Луцький краєзнавчий музей, м. Луцьк
- галерея «Гердан», м. Львів.
- 2008 р.-галарея «Арт-11», м. Львів.
- 2009 р.-галерея «Хвала Еросу», м. Львів
- 2009 р.-галарея «Пори року», м. Львів